# Titus n'aimait pas Bérénice
Titus n'aimait pas Bérénice est un roman de Nathalie Azoulai publié le 20 août 2015 aux éditions P.O.L et ayant reçu le prix Médicis la même année.

## Historique
Sélectionné dans les listes finales des trois principaux prix littéraires français (Goncourt, Femina, Médicis), le roman reçoit le 5 novembre 2015 le prix Médicis.

## Résumé
Alors qu'elle vit une séparation douloureuse avec son amant, une Bérénice contemporaine trouve un certain réconfort, par similitude, dans la lecture de Bérénice de Racine. De là découle une interrogation puis une recherche biographique de la vie du tragédien du Grand Siècle depuis sa formation à Port-Royal-des-Champs, son départ et son goût de la littérature antique – en particulier du Chant IV d'Énéide qui peut-être a conditionné son goût du tragique et sa vision, très féminine, de l'amour –, sa compétition avec Corneille et Molière, son rapprochement avec Louis XIV dont il deviendra l'écrivain-chroniqueur et enfin ses rapports aux femmes.

## Éditions
- Éditions P.O.L[3], 2015,  (ISBN 9782818036204)
- Collection « Écoutez lire », 2 CD (7 heures), éditions Gallimard, lu par Elsa Lepoivre[4].